# Liste der lebenden Kardinäle
Die folgende Liste zeigt die lebenden Kardinäle der römisch-katholischen Kirche. Von den 248 genannten Kardinälen wären beim nächsten Konklave 130 wahlberechtigt (Stand: 8. August 2025).

## Namensliste
Die folgende Tabelle führt alle lebenden Kardinäle auf, beginnend beim aktuellsten Konsistorium bis zum ältesten. Innerhalb der Kardinalsklassen bestimmt sich die Ehrenrangfolge danach, wer früher kreiert wurde.
| Name                                             | Land                         | Geboren am (Alter) | Ernannt von       | Ernannt am    | Titel (Ehrenrangfolge)                                                                                          | Funktion |
| ------------------------------------------------ | ---------------------------- | ------------------ | ----------------- | ------------- | --- | --- |
| Battaglia, Domenico                              | Italien                      | 20. Jan. 1963 (62) | Franziskus        | 7. Dez. 2024  | Kardinalpriester von San Marco in Agro Laurentino                                                               | Erzbischof von Neapel |
| Koovakad, George Jacob                           | Indien                       | 11. Aug. 1973 (51) | Franziskus        | 7. Dez. 2024  | Kardinaldiakon von Sant’Antonio di Padova a Circonvallazione Appia                                              | Präfekt des Dikasteriums für den Interreligiösen Dialog                                                                  |
| Baggio, Fabio                                    | Italien                      | 15. Jan. 1965 (60) | Franziskus        | 7. Dez. 2024  | Kardinaldiakon von San Filippo Neri in Eurosia                                                                  | Ordensgeistlicher, Untersekretär des Dikasteriums für den Dienst zugunsten der ganzheitlichen Entwicklung des Menschen   |
| Radcliffe, Timothy OP                            | Großbritannien               | 22. Aug. 1945 (79) | Franziskus        | 7. Dez. 2024  | Kardinaldiakon von Santissimi Nomi di Gesù e Maria in Via Lata                                                  | Theologe, ehemaliger Ordensmeister des Dominikanerordens                                                                 |
| Byczok, Mykola                                   | Australien                   | 13. Feb. 1980 (45) | Franziskus        | 7. Dez. 2024  | Kardinalpriester von Santa Sofia a Via Boccea                                                                   | Bischof der Eparchie Sankt Peter und Paul in Melbourne                                                                   |
| Makrickas, Rolandas                              | Litauen                      | 31. Jan. 1972 (53) | Franziskus        | 7. Dez. 2024  | Kardinaldiakon von Sant’Eustachio                                                                               | Erzpriester der Basilika Santa Maria Maggiore                                                                            |
| Leo, Frank                                       | Kanada                       | 30. Juni 1971 (54) | Franziskus        | 7. Dez. 2024  | Kardinalpriester von Santa Maria della Salute a Primavalle                                                      | Erzbischof von Toronto                                                                                                   |
| Reina, Baldassare                                | Italien                      | 26. Nov. 1970 (54) | Franziskus        | 7. Dez. 2024  | Kardinalpriester von Santa Maria Assunta e San Giuseppe a Primavalle                                            | Kardinalvikar und Erzpriester der Lateranbasilika                                                                        |
| Repole, Roberto                                  | Italien                      | 29. Jan. 1967 (58) | Franziskus        | 7. Dez. 2024  | Kardinalpriester von Gesù Divino Maestro alla Pineta Sacchetti                                                  | Erzbischof von Turin und Bischof von Susa                                                                                |
| Mathieu, Dominique                               | Iran                         | 13. Juni 1963 (62) | Franziskus        | 7. Dez. 2024  | Kardinalpriester von Santa Giovanna Antida Thouret                                                              | Erzbischof von Teheran-Isfahan                                                                                           |
| Vesco, Jean-Paul                                 | Algerien                     | 10. März 1962 (63) | Franziskus        | 7. Dez. 2024  | Kardinalpriester von Sacro Cuore di Gesù agonizzante a Vitinia                                                  | Erzbischof von Algier |
| Bessi Dogbo, Ignace                              | Elfenbeinküste               | 17. Aug. 1961 (63) | Franziskus        | 7. Dez. 2024  | Kardinalpriester von Santi Mario e Compagni Martiri                                                             | Erzbischof von Abidjan                                                                                                   |
| Spengler, Jaime                                  | Brasilien                    | 6. Sep. 1960 (64)  | Franziskus        | 7. Dez. 2024  | Kardinalpriester von San Gregorio Magno alla Magliana Nuova                                                     | Erzbischof von Porto Alegre                                                                                              |
| Német, László                                    | Serbien                      | 7. Sep. 1956 (68)  | Franziskus        | 7. Dez. 2024  | Kardinalpriester von Santa Maria Stella Maris                                                                   | Erzbischof von Belgrad                                                                                                   |
| David, Pablo Virgilio Siongco                    | Philippinen                  | 2. März 1959 (66)  | Franziskus        | 7. Dez. 2024  | Kardinalpriester von Trasfigurazione di Nostro Signore Gesù Cristo                                              | Bischof von Kalookan |
| Kikuchi, Tarcisio Isao                           | Japan                        | 1. Nov. 1958 (66)  | Franziskus        | 7. Dez. 2024  | Kardinalpriester von San Giovanni Leonardi                                                                      | Erzbischof von Tokio |
| Chomalí Garib, Fernando Natalio                  | Chile                        | 10. März 1957 (68) | Franziskus        | 7. Dez. 2024  | Kardinalpriester von San Mauro Abate                                                                            | Erzbischof von Santiago de Chile                                                                                         |
| Cabrera Herrera, Luis Gerardo                    | Ecuador                      | 11. Okt. 1955 (69) | Franziskus        | 7. Dez. 2024  | Kardinalpriester von Sacra Famiglia di Nazareth a Centocelle                                                    | Erzbischof von Guayaquil                                                                                                 |
| Bokalic Iglic, Vicente                           | Argentinien                  | 11. Juni 1952 (73) | Franziskus        | 7. Dez. 2024  | Kardinalpriester von Santa Maria Maddalena                                                                      | Erzbischof von Santiago del Estero                                                                                       |
| Castillo Mattasoglio, Carlos                     | Peru                         | 28. Feb. 1950 (75) | Franziskus        | 7. Dez. 2024  | Kardinalpriester von Santa Maria delle Grazie a Casal Boccone                                                   | Erzbischof von Lima |
| Acerbi, Angelo                                   | Italien                      | 23. Sep. 1925 (99) | Franziskus        | 7. Dez. 2024  | Kardinaldiakon von Santi Angeli Custodi a Città Giardino                                                        | emeritierter Apostolischer Nuntius                                                                                       |
| Padrón Sánchez, Diego                            | Venezuela                    | 17. Mai 1939 (86)  | Franziskus        | 30. Sep. 2023 | Kardinalpriester von San Gaetano                                                                                | Emeritierter Erzbischof von Cumaná                                                                                       |
| Marchetto, Agostino                              | Italien                      | 28. Aug. 1940 (84) | Franziskus        | 30. Sep. 2023 | Kardinaldiakon von Santa Maria Goretti                                                                          | Emeritierter Sekretär des Päpstlichen Rats der Seelsorge für die Migranten und Menschen unterwegs                        |
| Fernández Artime, Ángel SDB                      | Spanien                      | 21. Aug. 1960 (64) | Franziskus        | 30. Sep. 2023 | Kardinaldiakon von Santa Maria Ausiliatrice in via Tuscolana                                                    | Pro-Präfekt des Dikasteriums für die Institute geweihten Lebens und für die Gesellschaften apostolischen Lebens          |
| Alves Aguiar, Américo Manuel                     | Portugal                     | 12. Dez. 1973 (51) | Franziskus        | 30. Sep. 2023 | Kardinalpriester von Sant’Antonio da Padova in Via Merulana                                                     | Bischof von Setúbal |
| Bustillo, François-Xavier OFMConv                | Frankreich                   | 23. Nov. 1968 (56) | Franziskus        | 30. Sep. 2023 | Kardinalpriester von Santa Maria Immacolata di Lourdes a Boccea                                                 | Bischof von Ajaccio |
| Chow Sau-yan, Stephen SJ                         | China                        | 7. Aug. 1959 (66)  | Franziskus        | 30. Sep. 2023 | Kardinalpriester von San Giovanni Battista de La Salle                                                          | Bischof von Hongkong |
| Francis, Sebastian                               | Malaysia                     | 11. Nov. 1951 (73) | Franziskus        | 30. Sep. 2023 | Kardinalpriester von Santa Maria Causa Nostrae Laetitiae                                                        | Bischof von Penang |
| Rugambwa, Protase                                | Tansania                     | 31. Mai 1960 (65)  | Franziskus        | 30. Sep. 2023 | Kardinalpriester von Santa Maria in Montesanto                                                                  | Erzbischof von Tabora |
| Cobo Cano, José                                  | Spanien                      | 20. Sep. 1965 (59) | Franziskus        | 30. Sep. 2023 | Kardinalpriester von Santa Maria di Monserrato                                                                  | Erzbischof von Madrid |
| Mulla, Stephen Ameyu Martin                      | Südsudan                     | 10. Jan. 1964 (61) | Franziskus        | 30. Sep. 2023 | Kardinalpriester von Santa Gemma Galgani                                                                        | Erzbischof von Juba |
| Ryś, Grzegorz                                    | Polen                        | 9. Feb. 1964 (61)  | Franziskus        | 30. Sep. 2023 | Kardinalpriester von Santi Cirillo e Metodio                                                                    | Erzbischof von Łódź |
| Rueda Aparicio, Luis José                        | Kolumbien                    | 3. März 1962 (63)  | Franziskus        | 30. Sep. 2023 | Kardinalpriester von San Luca a Via Prenestina                                                                  | Erzbischof von Bogotá |
| Rossi, Ángel Sixto SJ                            | Argentinien                  | 11. Aug. 1958 (67) | Franziskus        | 30. Sep. 2023 | Kardinalpriester von Santa Bernadette Soubirous                                                                 | Erzbischof von Córdoba                                                                                                   |
| Brislin, Stephen                                 | Südafrika                    | 24. Sep. 1956 (68) | Franziskus        | 30. Sep. 2023 | Kardinalpriester von Santa Maria Domenica Mazzarello                                                            | Erzbischof von Johannesburg                                                                                              |
| Pizzaballa, Pierbattista OFM                     | Israel                       | 21. Apr. 1965 (60) | Franziskus        | 30. Sep. 2023 | Kardinalpriester von Sant’Onofrio al Gianicolo                                                                  | Lateinischer Patriarch von Jerusalem                                                                                     |
| Pierre, Christophe Louis Yves Georges            | Frankreich                   | 30. Jan. 1946 (79) | Franziskus        | 30. Sep. 2023 | Kardinaldiakon von San Benedetto fuori Porta San Paolo                                                          | Apostolischer Nuntius in den USA                                                                                         |
| Tscherrig, Emil Paul                             | Schweiz                      | 3. Feb. 1947 (78)  | Franziskus        | 30. Sep. 2023 | Kardinaldiakon von San Giuseppe al Trionfale                                                                    | Emeritierter Apostolischer Nuntius in Italien                                                                            |
| Fernández, Víctor Manuel                         | Argentinien                  | 18. Juli 1962 (63) | Franziskus        | 30. Sep. 2023 | Kardinaldiakon von Santi Urbano e Lorenzo a Prima Porta                                                         | Präfekt des Dikasteriums für die Glaubenslehre                                                                           |
| Gugerotti, Claudio                               | Italien                      | 7. Okt. 1955 (69)  | Franziskus        | 30. Sep. 2023 | Kardinaldiakon von Sant’Ambrogio della Massima                                                                  | Präfekt des Dikasteriums für die orientalischen Kirchen                                                                  |
| Frezzo, Fortunato                                | Italien                      | 6. Feb. 1942 (83)  | Franziskus        | 27. Aug. 2022 | Kardinaldiakon von Santa Maria in Via Lata                                                                      | Kanoniker am Petersdom                                                                                                   |
| Ghirlanda, Gianfranco                            | Italien                      | 5. Juli 1942 (83)  | Franziskus        | 27. Aug. 2022 | Kardinaldiakon von Santissimo Nome di Gesù                                                                      | Kardinalpatron des Malteserordens                                                                                        |
| Miglio, Arrigo                                   | Italien                      | 18. Juli 1942 (83) | Franziskus        | 27. Aug. 2022 | Kardinalpriester von San Clemente                                                                               | Emeritierter Erzbischof von Cagliari                                                                                     |
| Jiménez Carvajal, Jorge Enrique                  | Kolumbien                    | 29. März 1942 (83) | Franziskus        | 27. Aug. 2022 | Kardinalpriester von Santa Dorotea                                                                              | Emeritierter Erzbischof von Cartagena                                                                                    |
| Marengo, Giorgio                                 | Mongolei                     | 7. Juni 1974 (51)  | Franziskus        | 27. Aug. 2022 | Kardinalpriester von San Giuda Taddeo Apostolo                                                                  | Apostolischer Präfekt von Ulaanbaatar                                                                                    |
| Martínez Flores, Adalberto                       | Paraguay                     | 8. Juli 1951 (74)  | Franziskus        | 27. Aug. 2022 | Kardinalpriester von San Giovanni a Porta Latina                                                                | Erzbischof von Asunción                                                                                                  |
| Goh, William Seng Chye                           | Singapur                     | 25. Juni 1957 (68) | Franziskus        | 27. Aug. 2022 | Kardinalpriester von Santa Maria Regina Pacis in Ostia mare                                                     | Erzbischof von Singapur                                                                                                  |
| Costa, Paulo Cezar                               | Brasilien                    | 20. Juli 1967 (58) | Franziskus        | 27. Aug. 2022 | Kardinalpriester von Santi Bonifacio e Alessio                                                                  | Erzbischof von Brasília                                                                                                  |
| Poola, Anthony                                   | Indien                       | 15. Nov. 1961 (63) | Franziskus        | 27. Aug. 2022 | Kardinalpriester von Santi Protomartiri a Via Aurelia Antica                                                    | Erzbischof von Hyderabad                                                                                                 |
| Cantoni, Oscar                                   | Italien                      | 1. Sep. 1950 (74)  | Franziskus        | 27. Aug. 2022 | Kardinalpriester von Santa Maria Regina Pacis a Monte Verde                                                     | Bischof von Como |
| Silva, Virgílio do Carmo da                      | Osttimor                     | 27. Nov. 1967 (57) | Franziskus        | 27. Aug. 2022 | Kardinalpriester von Sant’Alberto Magno                                                                         | Erzbischof von Dili |
| McElroy, Robert Walter                           | USA                          | 5. Feb. 1954 (71)  | Franziskus        | 27. Aug. 2022 | Kardinalpriester von San Frumenzio ai Prati Fiscali                                                             | Erzbischof von Washington                                                                                                |
| Do Rosário Ferrão, Filipe Neri António Sebastião | Indien                       | 20. Jan. 1953 (72) | Franziskus        | 27. Aug. 2022 | Kardinalpriester von Santa Maria in Via                                                                         | Erzbischof von Goa und Daman                                                                                             |
| Steiner, Leonardo Ulrich                         | Brasilien                    | 6. Nov. 1950 (74)  | Franziskus        | 27. Aug. 2022 | Kardinalpriester von San Leonardo da Porto Maurizio ad Acilia                                                   | Erzbischof von Manaus |
| Okpaleke, Peter Ebere                            | Nigeria                      | 1. März 1963 (62)  | Franziskus        | 27. Aug. 2022 | Kardinalpriester von Santi Martiri dell’Uganda a Poggio Ameno                                                   | Bischof von Ekwulobia |
| Aveline, Jean-Marc                               | Frankreich                   | 26. Dez. 1958 (66) | Franziskus        | 27. Aug. 2022 | Kardinalpriester von Santa Maria ai Monti                                                                       | Erzbischof von Marseille                                                                                                 |
| Vérgez Alzaga, Fernando                          | Spanien                      | 1. März 1945 (80)  | Franziskus        | 27. Aug. 2022 | Kardinaldiakon von Santa Maria della Mercede e Sant’Adriano a Villa Albani                                      | Emeritierter Präsident des Governatorats der Vatikanstadt                                                                |
| You, Lazarus Heung-sik                           | Südkorea                     | 17. Nov. 1951 (73) | Franziskus        | 27. Aug. 2022 | Kardinaldiakon von Gesù Buon Pastore alla Montagnola                                                            | Präfekt des Dikasteriums für den Klerus                                                                                  |
| Roche, Arthur                                    | Großbritannien               | 6. März 1950 (75)  | Franziskus        | 27. Aug. 2022 | Kardinaldiakon von San Saba (Rom)                                                                               | Präfekt des Dikasteriums für den Gottesdienst und die Sakramentenordnung                                                 |
| Feroci, Enrico                                   | Italien                      | 27. Aug. 1940 (84) | Franziskus        | 28. Nov. 2020 | Kardinaldiakon von Santa Maria del Divino Amore a Castel di Leva                                                | Kanoniker an der Lateranbasilika                                                                                         |
| Cantalamessa, Raniero OFMCap                     | Italien                      | 22. Juli 1934 (91) | Franziskus        | 28. Nov. 2020 | Kardinaldiakon von Sant’Apollinare alle Terme Neroniane-Alessandrine                                            | Ehemaliger Prediger des Päpstlichen Hauses                                                                               |
| Tomasi, Silvano CS                               | Italien                      | 12. Okt. 1940 (84) | Franziskus        | 28. Nov. 2020 | Kardinaldiakon von San Nicola in Carcere                                                                        | Päpstlicher Sonderbeauftragter für den Souveränen Malteserorden                                                          |
| Esquivel, Felipe Arizmendi                       | Mexiko                       | 1. Mai 1940 (85)   | Franziskus        | 28. Nov. 2020 | Kardinalpriester von San Luigi Maria Grignion de Montfort                                                       | Emeritierter Bischof von San Cristóbal de Las Casas                                                                      |
| Gambetti, Mauro OFMConv                          | Italien                      | 27. Okt. 1965 (59) | Franziskus        | 28. Nov. 2020 | Kardinaldiakon von Santissimo Nome di Maria al Foro Traiano                                                     | Generalvikar Seiner Heiligkeit für die Vatikanstadt und Erzpriester des Petersdoms                                       |
| Lojudice, Augusto Paolo                          | Italien                      | 1. Juli 1964 (61)  | Franziskus        | 28. Nov. 2020 | Kardinalpriester von Santa Maria del Buon Consiglio                                                             | Erzbischof von Siena-Colle di Val d’Elsa-Montalcino                                                                      |
| Aós Braco, Celestino OFMCap                      | Chile                        | 6. Apr. 1945 (80)  | Franziskus        | 28. Nov. 2020 | Kardinalpriester von Santi Nereo e Achilleo                                                                     | Emeritierter Erzbischof von Santiago de Chile                                                                            |
| Advincula, Jose F.                               | Philippinen                  | 30. März 1952 (73) | Franziskus        | 28. Nov. 2020 | Kardinalpriester von San Vigilio                                                                                | Erzbischof von Manila |
| Gregory, Wilton Daniel                           | USA                          | 7. Dez. 1947 (77)  | Franziskus        | 28. Nov. 2020 | Kardinalpriester von Immacolata Concezione di Maria a Grottarossa                                               | Emeritierter Erzbischof von Washington                                                                                   |
| Kambanda, Antoine                                | Ruanda                       | 10. Nov. 1958 (66) | Franziskus        | 28. Nov. 2020 | Kardinalpriester von San Sisto                                                                                  | Erzbischof von Kigali |
| Semeraro, Marcello                               | Italien                      | 22. Dez. 1947 (77) | Franziskus        | 28. Nov. 2020 | Kardinaldiakon von Santa Maria in Domnica                                                                       | Präfekt des Dikasteriums für die Selig- und Heiligsprechungsprozesse                                                     |
| Grech, Mario                                     | Malta                        | 20. Feb. 1957 (68) | Franziskus        | 28. Nov. 2020 | Kardinaldiakon von Santi Cosma e Damiano                                                                        | Generalsekretär der Bischofssynode                                                                                       |
| Tamkevičius, Sigitas SJ                          | Litauen                      | 7. Nov. 1938 (86)  | Franziskus        | 5. Okt. 2019  | Kardinalpriester von Sant’Angela Merici                                                                         | Emeritierter Erzbischof von Kaunas                                                                                       |
| Fitzgerald, Michael MAfr                         | Großbritannien               | 17. Aug. 1937 (87) | Franziskus        | 5. Okt. 2019  | Kardinaldiakon von Santa Maria in Campitelli                                                                    | Emeritierter Apostolischer Nuntius in Ägypten                                                                            |
| Czerny, Michael SJ                               | Kanada                       | 18. Juli 1946 (79) | Franziskus        | 5. Okt. 2019  | Kardinaldiakon von San Michele Arcangelo a Pietralata                                                           | Präfekt des Dikasteriums für die ganzheitliche Entwicklung des Menschen                                                  |
| López Romero, Cristóbal SDB                      | Marokko                      | 19. Mai 1952 (73)  | Franziskus        | 5. Okt. 2019  | Kardinalpriester von San Leone I.                                                                               | Erzbischof von Rabat |
| Zuppi, Matteo Maria                              | Italien                      | 11. Okt. 1955 (69) | Franziskus        | 5. Okt. 2019  | Kardinalpriester von Sant’Egidio                                                                                | Erzbischof von Bologna                                                                                                   |
| Ramazzini, Álvaro                                | Guatemala                    | 16. Juli 1947 (78) | Franziskus        | 5. Okt. 2019  | Kardinalpriester von San Giovanni Evangelista a Spinaceto                                                       | Bischof von Huehuetenango                                                                                                |
| Hollerich, Jean-Claude SJ                        | Luxemburg                    | 9. Aug. 1958 (67)  | Franziskus        | 5. Okt. 2019  | Kardinalpriester von San Giovanni Crisostomo a Monte Sacro Alto                                                 | Erzbischof von Luxemburg                                                                                                 |
| Besungu, Fridolin Ambongo                        | Demokratische Republik Kongo | 24. Jan. 1960 (65) | Franziskus        | 5. Okt. 2019  | Kardinalpriester von San Gabriele Arcangelo all’Acqua Traversa                                                  | Erzbischof von Kinshasa                                                                                                  |
| García Rodríguez, Juan                           | Kuba                         | 11. Juli 1948 (77) | Franziskus        | 5. Okt. 2019  | Kardinalpriester von Santi Aquila e Priscilla                                                                   | Erzbischof von San Cristóbal de la Habana                                                                                |
| Suharyo Hardjoatmodjo, Ignatius                  | Indonesien                   | 9. Juli 1950 (75)  | Franziskus        | 5. Okt. 2019  | Kardinalpriester von Spirito Santo alla Ferratella                                                              | Erzbischof von Jakarta                                                                                                   |
| Calaça de Mendonça, José Tolentino               | Portugal                     | 15. Dez. 1965 (59) | Franziskus        | 5. Okt. 2019  | Kardinaldiakon von Santi Domenico e Sisto                                                                       | Präfekt des Dikasteriums für die Kultur und die Bildung                                                                  |
| Bocos Merino, Aquilino CMF                       | Spanien                      | 17. Mai 1938 (87)  | Franziskus        | 28. Juni 2018 | Kardinaldiakon von Santa Lucia del Gonfalone                                                                    | Emeritierter Generaloberer der Claretiner                                                                                |
| Ticona Porco, Toribio                            | Bolivien                     | 25. Apr. 1937 (88) | Franziskus        | 28. Juni 2018 | Kardinalpriester von Santi Gioacchino ed Anna al Tuscolano                                                      | Emeritierter Prälat von Corocoro                                                                                         |
| Maeda, Thomas Aquino Man’yō                      | Japan                        | 3. März 1949 (76)  | Franziskus        | 28. Juni 2018 | Kardinalpriester von Santa Pudenziana                                                                           | Erzbischof von Osaka-Takamatsu                                                                                           |
| Petrocchi, Giuseppe                              | Italien                      | 19. Aug. 1948 (76) | Franziskus        | 28. Juni 2018 | Kardinalpriester von San Giovanni dei Fiorentini                                                                | Emeritierter Erzbischof von L’Aquila                                                                                     |
| Tsarahazana, Désiré                              | Madagaskar                   | 13. Juni 1954 (71) | Franziskus        | 28. Juni 2018 | Kardinalpriester von San Gregorio Barbarigo alle Tre Fontane                                                    | Erzbischof von Toamasina                                                                                                 |
| Barreto Jimeno, Pedro Ricardo                    | Peru                         | 12. Feb. 1944 (81) | Franziskus        | 28. Juni 2018 | Kardinalpriester von Basilika St. Peter und Paul                                                                | Emeritierter Erzbischof von Huancayo                                                                                     |
| Marto, António                                   | Portugal                     | 5. Mai 1947 (78)   | Franziskus        | 28. Juni 2018 | Kardinalpriester von Santa Maria sopra Minerva                                                                  | Emeritierter Bischof von Leiria-Fátima                                                                                   |
| Coutts, Joseph                                   | Pakistan                     | 21. Juli 1945 (80) | Franziskus        | 28. Juni 2018 | Kardinalpriester von San Bonaventura da Bagnoregio                                                              | Emeritierter Erzbischof von Karatschi                                                                                    |
| Krajewski, Konrad                                | Polen                        | 25. Nov. 1963 (61) | Franziskus        | 28. Juni 2018 | Kardinaldiakon von Santa Maria Immacolata all’Esquilino                                                         | Präfekt des Dikasteriums für den Dienst der Nächstenliebe                                                                |
| Becciu, Giovanni Angelo                          | Italien                      | 2. Juni 1948 (77)  | Franziskus        | 28. Juni 2018 | Kardinaldiakon von San Lino                                                                                     | Emeritierter Präfekt der Kongregation für die Selig- und Heiligsprechungsprozesse                                        |
| De Donatis, Angelo                               | Italien                      | 4. Jan. 1954 (71)  | Franziskus        | 28. Juni 2018 | Kardinalpriester von San Marco                                                                                  | Kardinalgroßpönitentiar, zuvor Kardinalvikar und Erzpriester der Lateranbasilika                                         |
| Ladaria, Luis SJ                                 | Spanien                      | 19. Apr. 1944 (81) | Franziskus        | 28. Juni 2018 | Kardinaldiakon von Sant’Ignazio di Loyola in Campo Marzio                                                       | Emeritierter Präfekt des Dikasteriums für die Glaubenslehre                                                              |
| Sako, Louis Raphaël                              | Irak                         | 4. Juli 1949 (76)  | Franziskus        | 28. Juni 2018 | Kardinalbischof                                                                                                 | Patriarch von Bagdad der Chaldäisch-katholischen Kirche                                                                  |
| Rosa Chávez, Gregorio                            | El Salvador                  | 3. Sep. 1942 (82)  | Franziskus        | 28. Juni 2017 | Kardinalpriester von Santissimo Sacramento a Tor de’ Schiavi                                                    | Emeritierter Weihbischof in San Salvador                                                                                 |
| Mangkhanekhoun, Louis-Marie Ling                 | Laos                         | 8. Apr. 1944 (81)  | Franziskus        | 28. Juni 2017 | Kardinalpriester von San Silvestro in Capite                                                                    | Emeritierter Apostolischer Vikar von Vientiane                                                                           |
| Arborelius, Anders                               | Schweden                     | 24. Sep. 1949 (75) | Franziskus        | 28. Juni 2017 | Kardinalpriester von Santa Maria degli Angeli e dei Martiri                                                     | Bischof von Stockholm |
| Omella Omella, Juan José                         | Spanien                      | 21. Apr. 1946 (79) | Franziskus        | 28. Juni 2017 | Kardinalpriester von Santa Croce in Gerusalemme                                                                 | Erzbischof von Barcelona                                                                                                 |
| Zerbo, Jean                                      | Mali                         | 27. Dez. 1943 (81) | Franziskus        | 28. Juni 2017 | Kardinalpriester von Sant’Antonio da Padova in Via Tuscolana                                                    | Emeritierter Erzbischof von Bamako                                                                                       |
| Simoni, Ernest                                   | Albanien                     | 18. Okt. 1928 (96) | Franziskus        | 19. Nov. 2016 | Kardinaldiakon von Santa Maria della Scala                                                                      | Priester des Erzbistums Shkodra-Pult                                                                                     |
| Tobin, Joseph William CSsR                       | USA                          | 3. Mai 1952 (73)   | Franziskus        | 19. Nov. 2016 | Kardinalpriester von Santa Maria delle Grazie a Via Trionfale                                                   | Erzbischof von Newark |
| Ribat, John MSC                                  | Papua-Neuguinea              | 9. Feb. 1957 (68)  | Franziskus        | 19. Nov. 2016 | Kardinalpriester von San Giovanni Battista de Rossi                                                             | Erzbischof von Port Moresby                                                                                              |
| Aguiar Retes, Carlos                             | Mexiko                       | 9. Jan. 1950 (75)  | Franziskus        | 19. Nov. 2016 | Kardinalpriester von Santi Fabiano e Venanzio a Villa Fiorelli                                                  | Erzbischof von Mexiko |
| Farrell, Kevin                                   | USA                          | 2. Sep. 1947 (77)  | Franziskus        | 19. Nov. 2016 | Kardinaldiakon von San Giuliano Martire                                                                         | Kardinalkämmerer Präfekt des Dikasteriums für Laien, Familie und Leben                                                   |
| Piat, Maurice CSSp                               | Mauritius                    | 19. Juli 1941 (84) | Franziskus        | 19. Nov. 2016 | Kardinalpriester von Santa Teresa al Corso d’Italia                                                             | Emeritierter Bischof von Port-Louis                                                                                      |
| De Kesel, Jozef                                  | Belgien                      | 17. Juni 1947 (78) | Franziskus        | 19. Nov. 2016 | Kardinalpriester von Santi Giovanni e Paolo                                                                     | Emeritierter Erzbischof von Mecheln-Brüssel                                                                              |
| Porras, Baltazar                                 | Venezuela                    | 10. Okt. 1944 (80) | Franziskus        | 19. Nov. 2016 | Kardinalpriester von Santi Giovanni Evangelista e Petronio                                                      | Emeritierter Erzbischof von Caracas                                                                                      |
| D’Rozario, Patrick CSC                           | Bangladesch                  | 1. Okt. 1943 (81)  | Franziskus        | 19. Nov. 2016 | Kardinalpriester von Nostra Signora del Santissimo Sacramento e dei Santi Martiri Canadesi                      | Emeritierter Erzbischof von Dhaka                                                                                        |
| Cupich, Blase Joseph                             | USA                          | 19. März 1949 (76) | Franziskus        | 19. Nov. 2016 | Kardinalpriester von San Bartolomeo all’Isola                                                                   | Erzbischof von Chicago                                                                                                   |
| Rocha, Sérgio da                                 | Brasilien                    | 21. Okt. 1959 (65) | Franziskus        | 19. Nov. 2016 | Kardinalpriester von Santa Croce in via Flaminia                                                                | Erzbischof von São Salvador da Bahia                                                                                     |
| Osoro Sierra, Carlos                             | Spanien                      | 16. Mai 1945 (80)  | Franziskus        | 19. Nov. 2016 | Kardinalpriester von Santa Maria in Trastevere                                                                  | Emeritierter Erzbischof von Madrid                                                                                       |
| Nzapalainga, Dieudonné CSSp                      | Zentralafrikanische Republik | 14. März 1967 (58) | Franziskus        | 19. Nov. 2016 | Kardinalpriester von Sant’Andrea della Valle                                                                    | Erzbischof von Bangui |
| Zenari, Mario                                    | Italien                      | 5. Jan. 1946 (79)  | Franziskus        | 19. Nov. 2016 | Kardinaldiakon von Santa Maria delle Grazie alle Fornaci fuori Porta Cavalleggeri                               | Apostolischer Nuntius in Syrien                                                                                          |
| Duarte Langa, Júlio                              | Mosambik                     | 27. Okt. 1927 (97) | Franziskus        | 14. Feb. 2015 | Kardinalpriester von San Gabriele dell’Addolorata                                                               | Emeritierter Bischof von Xai-Xai                                                                                         |
| Villalba, Luis Héctor                            | Argentinien                  | 11. Okt. 1934 (90) | Franziskus        | 14. Feb. 2015 | Kardinalpriester von San Girolamo a Corviale                                                                    | Emeritierter Erzbischof von Tucumán                                                                                      |
| Mafi, Soane Patita Paini                         | Tonga                        | 19. Dez. 1961 (63) | Franziskus        | 14. Feb. 2015 | Kardinalpriester von Santa Paola Romana                                                                         | Bischof von Tonga |
| Gomes Furtado, Arlindo                           | Kap Verde                    | 15. Nov. 1949 (75) | Franziskus        | 14. Feb. 2015 | Kardinalpriester von San Timoteo                                                                                | Bischof von Santiago de Cabo Verde                                                                                       |
| Lacunza Maestrojuán, José Luis OAR               | Panama                       | 24. Feb. 1944 (81) | Franziskus        | 14. Feb. 2015 | Kardinalpriester von San Giuseppe da Copertino                                                                  | Emeritierter Bischof von David                                                                                           |
| Blázquez, Ricardo                                | Spanien                      | 13. Apr. 1942 (83) | Franziskus        | 14. Feb. 2015 | Kardinalpriester von Santa Maria in Vallicella                                                                  | Emeritierter Erzbischof von Valladolid                                                                                   |
| Sturla Berhouet, Daniel Fernando SDB             | Uruguay                      | 4. Juli 1959 (66)  | Franziskus        | 14. Feb. 2015 | Kardinalpriester von Santa Galla                                                                                | Erzbischof von Montevideo                                                                                                |
| Montenegro, Francesco                            | Italien                      | 22. Mai 1946 (79)  | Franziskus        | 14. Feb. 2015 | Kardinalpriester von Santi Andrea e Gregorio al Monte Celio                                                     | Emeritierter Erzbischof von Agrigent                                                                                     |
| Kovitvanit, Francis Xavier Kriengsak             | Thailand                     | 27. Juni 1949 (76) | Franziskus        | 14. Feb. 2015 | Kardinalpriester von Santa Maria Addolorata                                                                     | Emeritierter Erzbischof von Bangkok                                                                                      |
| Bo, Charles Maung, SDB                           | Myanmar                      | 29. Okt. 1948 (76) | Franziskus        | 14. Feb. 2015 | Kardinalpriester von Sant’Ireneo a Centocelle                                                                   | Erzbischof von Yangon |
| Suárez Inda, Alberto                             | Mexiko                       | 30. Jan. 1939 (86) | Franziskus        | 14. Feb. 2015 | Kardinalpriester von San Policarpo                                                                              | Emeritierter Erzbischof von Morelia                                                                                      |
| Nguyễn Văn Nhơn, Pierre                          | Vietnam                      | 1. Apr. 1938 (87)  | Franziskus        | 14. Feb. 2015 | Kardinalpriester von San Tommaso Apostolo                                                                       | Emeritierter Erzbischof von Hanoi                                                                                        |
| Menichelli, Edoardo                              | Italien                      | 14. Okt. 1939 (85) | Franziskus        | 14. Feb. 2015 | Kardinalpriester von Sacri Cuori di Gesù e Maria a Tor Fiorenza                                                 | Emeritierter Erzbischof von Ancona-Osimo                                                                                 |
| Dew, John Atcherley                              | Neuseeland                   | 5. Mai 1948 (77)   | Franziskus        | 14. Feb. 2015 | Kardinalpriester von Sant’Ippolito                                                                              | Emeritierter Erzbischof von Wellington                                                                                   |
| Souraphiel, Berhaneyesus Demerew CM              | Äthiopien                    | 14. Juli 1948 (77) | Franziskus        | 14. Feb. 2015 | Kardinalpriester von San Romano Martire                                                                         | Erzeparch von Addis Abeba der Äthiopisch-katholischen Kirche                                                             |
| Clemente, Manuel                                 | Portugal                     | 16. Juli 1948 (77) | Franziskus        | 14. Feb. 2015 | Kardinalpriester von Sant’Antonio in Campo Marzio                                                               | Emeritierter Patriarch von Lissabon                                                                                      |
| Mamberti, Dominique                              | Frankreich                   | 7. März 1952 (73)  | Franziskus        | 14. Feb. 2015 | Kardinaldiakon von Santo Spirito in Sassia                                                                      | Kardinalprotodiakon, Präfekt der Apostolischen Signatur                                                                  |
| Langlois, Chibly                                 | Haiti                        | 29. Nov. 1958 (66) | Franziskus        | 22. Feb. 2014 | Kardinalpriester von San Giacomo in Augusta                                                                     | Bischof von Les Cayes |
| Quevedo, Orlando Beltran OMI                     | Philippinen                  | 11. März 1939 (86) | Franziskus        | 22. Feb. 2014 | Kardinalpriester von Santa Maria Regina Mundi a Torre Spaccata                                                  | Emeritierter Erzbischof von Cotabato                                                                                     |
| Ouédraogo, Philippe Nakellentuba                 | Burkina Faso                 | 31. Dez. 1945 (79) | Franziskus        | 22. Feb. 2014 | Kardinalpriester von Santa Maria Consolatrice al Tiburtino                                                      | Emeritierter Erzbischof von Ouagadougou                                                                                  |
| Ezzati Andrello, Ricardo SDB                     | Chile                        | 7. Jan. 1942 (83)  | Franziskus        | 22. Feb. 2014 | Kardinalpriester von Santissimo Redentore a Valmelaina                                                          | Emeritierter Erzbischof von Santiago de Chile                                                                            |
| Yeom Soo-jung, Andrew                            | Südkorea                     | 5. Dez. 1943 (81)  | Franziskus        | 22. Feb. 2014 | Kardinalpriester von San Crisogono                                                                              | Emeritierter Erzbischof von Seoul                                                                                        |
| Poli, Mario Aurelio                              | Argentinien                  | 29. Nov. 1947 (77) | Franziskus        | 22. Feb. 2014 | Kardinalpriester von San Roberto Bellarmino                                                                     | Emeritierter Erzbischof von Buenos Aires                                                                                 |
| Bassetti, Gualtiero                              | Italien                      | 7. Apr. 1942 (83)  | Franziskus        | 22. Feb. 2014 | Kardinalpriester von Santa Cecilia                                                                              | Emeritierter Erzbischof von Perugia-Città della Pieve                                                                    |
| Tempesta, Orani João OCist                       | Brasilien                    | 23. Juni 1950 (75) | Franziskus        | 22. Feb. 2014 | Kardinalpriester von Santa Maria Madre della Provvidenza a Monte Verde                                          | Erzbischof von Rio de Janeiro                                                                                            |
| Kutwa, Jean-Pierre                               | Elfenbeinküste               | 22. Dez. 1945 (79) | Franziskus        | 22. Feb. 2014 | Kardinalpriester von Sant’Emerenziana a Tor Fiorenza                                                            | Emeritierter Erzbischof von Abidjan                                                                                      |
| Lacroix, Gérald Cyprien ISPX                     | Kanada                       | 27. Juli 1957 (68) | Franziskus        | 22. Feb. 2014 | Kardinalpriester von San Giuseppe all’Aurelio                                                                   | Erzbischof von Québec |
| Brenes Solórzano, Leopoldo José                  | Nicaragua                    | 7. März 1949 (76)  | Franziskus        | 22. Feb. 2014 | Kardinalpriester von San Gioacchino ai Prati di Castello                                                        | Erzbischof von Managua                                                                                                   |
| Nichols, Vincent                                 | Großbritannien               | 8. Nov. 1945 (79)  | Franziskus        | 22. Feb. 2014 | Kardinalpriester von Santissimo Redentore e Sant’Alfonso in Via Merulana                                        | Erzbischof von Westminster                                                                                               |
| Stella, Beniamino                                | Italien                      | 18. Aug. 1941 (83) | Franziskus        | 22. Feb. 2014 | Kardinalbischof von Porto-Santa Rufina (seit 1. Mai 2020)                                                       | Emeritierter Präfekt der Kongregation für den Klerus                                                                     |
| Müller, Gerhard Ludwig                           | Deutschland                  | 31. Dez. 1947 (77) | Franziskus        | 22. Feb. 2014 | Kardinalpriester pro hac vice von Sant’Agnese in Agone                                                          | Emeritierter Präfekt der Kongregation für die Glaubenslehre                                                              |
| Baldisseri, Lorenzo                              | Italien                      | 29. Sep. 1940 (84) | Franziskus        | 22. Feb. 2014 | Kardinalpriester pro hac vice von Sant’Anselmo all’Aventino                                                     | Emeritierter Generalsekretär der Bischofssynode                                                                          |
| Parolin, Pietro                                  | Italien                      | 17. Jan. 1955 (70) | Franziskus        | 22. Feb. 2014 | Kardinalbischof pro hac vice von Santi Simone e Giuda Taddeo a Torre Angela (seit 28. Juni 2018)                | Kardinalstaatssekretär                                                                                                   |
| Tagle, Luis Antonio                              | Philippinen                  | 21. Juni 1957 (68) | Benedikt XVI.     | 24. Nov. 2012 | Kardinalbischof von Albano (seit 24. Mai 2025)                                                                  | Pro-Präfekt des Dikasteriums für die Evangelisierung                                                                     |
| Salazar Gómez, Rubén                             | Kolumbien                    | 22. Sep. 1942 (82) | Benedikt XVI.     | 24. Nov. 2012 | Kardinalpriester von San Gerardo Maiella                                                                        | Emeritierter Erzbischof von Bogotá                                                                                       |
| Onaiyekan, John                                  | Nigeria                      | 29. Jan. 1944 (81) | Benedikt XVI.     | 24. Nov. 2012 | Kardinalpriester von San Saturnino                                                                              | Emeritierter Erzbischof von Abuja                                                                                        |
| Thottunkal, Isaac Cleemis                        | Indien                       | 15. Juni 1959 (66) | Benedikt XVI.     | 24. Nov. 2012 | Kardinalpriester von San Gregorio VII                                                                           | Großerzbischof von Trivandrum                                                                                            |
| Raï, Béchara Pierre                              | Libanon                      | 25. Feb. 1940 (85) | Benedikt XVI.     | 24. Nov. 2012 | Kardinalbischof                                                                                                 | Patriarch von Antiochien der Maronitischen Kirche                                                                        |
| Harvey, James Michael                            | USA                          | 20. Okt. 1949 (75) | Benedikt XVI.     | 24. Nov. 2012 | Kardinalpriester pro hac vice von San Pio V a Villa Carpegna                                                    | Erzpriester der Basilika Sankt Paul vor den Mauern                                                                       |
| Mureșan, Lucian                                  | Rumänien                     | 23. Mai 1931 (94)  | Benedikt XVI.     | 18. Feb. 2012 | Kardinalpriester von Sant’Atanasio                                                                              | Großerzbischof von Făgăraș und Alba Iulia                                                                                |
| Hon, John Tong                                   | China                        | 31. Juli 1939 (86) | Benedikt XVI.     | 18. Feb. 2012 | Kardinalpriester von Santa Maria Regina Apostolorum                                                             | Emeritierter Bischof von Hongkong                                                                                        |
| Woelki, Rainer Maria                             | Deutschland                  | 18. Aug. 1956 (68) | Benedikt XVI.     | 18. Feb. 2012 | Kardinalpriester von San Giovanni Maria Vianney                                                                 | Erzbischof von Köln |
| Dolan, Timothy                                   | USA                          | 6. Feb. 1950 (75)  | Benedikt XVI.     | 18. Feb. 2012 | Kardinalpriester von Nostra Signora di Guadalupe a Monte Mario                                                  | Erzbischof von New York                                                                                                  |
| Betori, Giuseppe                                 | Italien                      | 25. Feb. 1947 (78) | Benedikt XVI.     | 18. Feb. 2012 | Kardinalpriester von San Marcello                                                                               | emeritierter Erzbischof von Florenz                                                                                      |
| Eijk, Willem Jacobus                             | Niederlande                  | 22. Juni 1953 (72) | Benedikt XVI.     | 18. Feb. 2012 | Kardinalpriester von San Callisto                                                                               | Erzbischof von Utrecht                                                                                                   |
| Duka, Dominik OP                                 | Tschechien                   | 26. Apr. 1943 (82) | Benedikt XVI.     | 18. Feb. 2012 | Kardinalpriester von Santi Marcellino e Pietro                                                                  | Emeritierter Erzbischof von Prag                                                                                         |
| Collins, Thomas                                  | Kanada                       | 16. Jan. 1947 (78) | Benedikt XVI.     | 18. Feb. 2012 | Kardinalpriester von San Patrizio                                                                               | Emeritierter Erzbischof von Toronto                                                                                      |
| Alencherry, George                               | Indien                       | 19. Apr. 1945 (80) | Benedikt XVI.     | 18. Feb. 2012 | Kardinalpriester von San Bernardo alle Terme                                                                    | Emeritierter Großerzbischof von Ernakulam-Angamaly                                                                       |
| Versaldi, Giuseppe                               | Italien                      | 30. Juli 1943 (82) | Benedikt XVI.     | 18. Feb. 2012 | Kardinalpriester pro hac vice von Sacro Cuore di Gesù a Castro Pretorio                                         | Emeritierter Präfekt des Dikasteriums für die Kultur und die Bildung                                                     |
| Calcagno, Domenico                               | Italien                      | 3. Feb. 1943 (82)  | Benedikt XVI.     | 18. Feb. 2012 | Kardinalpriester pro hac vice von Annunciazione della Beata Vergine Maria a Via Ardeatina                       | Emeritierter Präfekt der Güterverwaltung des Apostolischen Stuhls                                                        |
| O’Brien, Edwin Frederick OESSH                   | USA                          | 8. Apr. 1939 (86)  | Benedikt XVI.     | 18. Feb. 2012 | Kardinalpriester pro hac vice von San Sebastiano al Palatino                                                    | Emeritierter Großmeister des Ritterordens vom Heiligen Grab zu Jerusalem                                                 |
| Braz de Aviz, João                               | Brasilien                    | 24. Apr. 1947 (78) | Benedikt XVI.     | 18. Feb. 2012 | Kardinalpriester pro hac vice von Sant’Elena fuori Porta Prenestina                                             | Emeritierter Präfekt des Dikasteriums für die Institute geweihten Lebens und für die Gesellschaften apostolischen Lebens |
| Coccopalmerio, Francesco                         | Italien                      | 6. März 1938 (87)  | Benedikt XVI.     | 18. Feb. 2012 | Kardinalpriester pro hac vice von San Giuseppe dei Falegnami                                                    | Emeritierter Präsident des Päpstlichen Rates für die Gesetzestexte                                                       |
| Bertello, Giuseppe                               | Italien                      | 1. Okt. 1942 (82)  | Benedikt XVI.     | 18. Feb. 2012 | Kardinalpriester pro hac vice von Santi Vito, Modesto e Crescenzia                                              | Emeritierter Präsident des Governatorats der Vatikanstadt                                                                |
| Vegliò, Antonio Maria                            | Italien                      | 3. Feb. 1938 (87)  | Benedikt XVI.     | 18. Feb. 2012 | Kardinalpriester pro hac vice von San Cesareo in Palatio                                                        | Emeritierter Präsident des Päpstlichen Rates der Seelsorge für die Migranten und Menschen unterwegs                      |
| Abril y Castelló, Santos                         | Spanien                      | 21. Sep. 1935 (89) | Benedikt XVI.     | 18. Feb. 2012 | Kardinalpriester pro hac vice von San Ponziano                                                                  | Emeritierter Erzpriester der Basilika Santa Maria Maggiore                                                               |
| Monteiro de Castro, Manuel                       | Portugal                     | 29. März 1938 (87) | Benedikt XVI.     | 18. Feb. 2012 | Kardinalpriester pro hac vice von San Domenico di Guzmán                                                        | Emeritierter Kardinalgroßpönitentiar                                                                                     |
| Filoni, Fernando                                 | Italien                      | 15. Apr. 1946 (79) | Benedikt XVI.     | 18. Feb. 2012 | Kardinalbischof pro hac vice von Nostra Signora di Coromoto in San Giovanni di Dio (seit 28. Juni 2018)         | Großmeister des Ritterordens vom Heiligen Grab zu Jerusalem                                                              |
| Brandmüller, Walter                              | Deutschland                  | 5. Jan. 1929 (96)  | Benedikt XVI.     | 20. Nov. 2010 | Kardinalpriester pro hac vice von San Giuliano dei Fiamminghi                                                   | Emeritierter Präsident des Päpstlichen Komitees für Geschichtswissenschaft                                               |
| Marx, Reinhard                                   | Deutschland                  | 21. Sep. 1953 (71) | Benedikt XVI.     | 20. Nov. 2010 | Kardinalpriester von San Corbiniano                                                                             | Erzbischof von München und Freising                                                                                      |
| Ranjith, Albert Malcolm                          | Sri Lanka                    | 15. Nov. 1947 (77) | Benedikt XVI.     | 20. Nov. 2010 | Kardinalpriester von San Lorenzo in Lucina                                                                      | Erzbischof von Colombo                                                                                                   |
| Nycz, Kazimierz                                  | Polen                        | 1. Feb. 1950 (75)  | Benedikt XVI.     | 20. Nov. 2010 | Kardinalpriester von Santi Silvestro e Martino ai Monti                                                         | Emeritierter Erzbischof von Warschau                                                                                     |
| Assis, Raymundo Damasceno                        | Brasilien                    | 15. Feb. 1937 (88) | Benedikt XVI.     | 20. Nov. 2010 | Kardinalpriester von Immacolata al Tiburtino                                                                    | Emeritierter Erzbischof von Aparecida                                                                                    |
| Wuerl, Donald                                    | USA                          | 12. Nov. 1940 (84) | Benedikt XVI.     | 20. Nov. 2010 | Kardinalpriester von San Pietro in Vincoli                                                                      | Emeritierter Erzbischof von Washington                                                                                   |
| Romeo, Paolo                                     | Italien                      | 20. Feb. 1938 (87) | Benedikt XVI.     | 20. Nov. 2010 | Kardinalpriester von Santa Maria Odigitria dei Siciliani                                                        | Emeritierter Erzbischof von Palermo                                                                                      |
| Ravasi, Gianfranco                               | Italien                      | 18. Okt. 1942 (82) | Benedikt XVI.     | 20. Nov. 2010 | Kardinalpriester pro hac vice von San Giorgio in Velabro                                                        | Emeritierter Präsident des Päpstlichen Rates für die Kultur                                                              |
| Piacenza, Mauro                                  | Italien                      | 15. Sep. 1944 (80) | Benedikt XVI.     | 20. Nov. 2010 | Kardinalpriester pro hac vice von San Paolo alle Tre Fontane                                                    | Emeritierter Kardinalgroßpönitentiar                                                                                     |
| Koch, Kurt                                       | Schweiz                      | 15. März 1950 (75) | Benedikt XVI.     | 20. Nov. 2010 | Kardinalpriester pro hac vice von Nostra Signora del Sacro Cuore                                                | Präsident des Päpstlichen Rates zur Förderung der Einheit der Christen                                                   |
| Burke, Raymond Leo                               | USA                          | 30. Juni 1948 (77) | Benedikt XVI.     | 20. Nov. 2010 | Kardinalpriester pro hac vice von Sant’Agata dei Goti                                                           | Emeritierter Kardinalpatron des Malteserordens                                                                           |
| Monterisi, Francesco                             | Italien                      | 28. Mai 1934 (91)  | Benedikt XVI.     | 20. Nov. 2010 | Kardinalpriester pro hac vice von San Paolo alla Regola                                                         | Emeritierter Erzpriester der Basilika Sankt Paul vor den Mauern                                                          |
| Sarah, Robert                                    | Guinea                       | 15. Juni 1945 (80) | Benedikt XVI.     | 20. Nov. 2010 | Kardinalpriester pro hac vice von San Giovanni Bosco in via Tuscolana                                           | Emeritierter Präfekt der Kongregation für den Gottesdienst und die Sakramentenordnung                                    |
| Njue, John                                       | Kenia                        | 1. Jan. 1946 (79)  | Benedikt XVI.     | 24. Nov. 2007 | Kardinalpriester von Preziosissimo Sangue di Nostro Signore Gesù Cristo                                         | Emeritierter Erzbischof von Nairobi                                                                                      |
| Scherer, Odilo Pedro                             | Brasilien                    | 21. Sep. 1949 (75) | Benedikt XVI.     | 24. Nov. 2007 | Kardinalpriester von Sant’Andrea al Quirinale                                                                   | Erzbischof von São Paulo                                                                                                 |
| DiNardo, Daniel                                  | USA                          | 23. Mai 1949 (76)  | Benedikt XVI.     | 24. Nov. 2007 | Kardinalpriester von Sant’Eusebio                                                                               | Emeritierter Erzbischof von Galveston-Houston                                                                            |
| Robles Ortega, Francisco                         | Mexiko                       | 2. März 1949 (76)  | Benedikt XVI.     | 24. Nov. 2007 | Kardinalpriester von Santa Maria della Presentazione                                                            | Erzbischof von Guadalajara                                                                                               |
| Gracias, Oswald                                  | Indien                       | 24. Dez. 1944 (80) | Benedikt XVI.     | 24. Nov. 2007 | Kardinalpriester von San Paolo della Croce a „Corviale“                                                         | Emeritierter Erzbischof von Bombay                                                                                       |
| Sarr, Théodore-Adrien                            | Senegal                      | 28. Nov. 1936 (88) | Benedikt XVI.     | 24. Nov. 2007 | Kardinalpriester von Santa Lucia a Piazza d’Armi                                                                | Emeritierter Erzbischof von Dakar                                                                                        |
| Bagnasco, Angelo                                 | Italien                      | 14. Jan. 1943 (82) | Benedikt XVI.     | 24. Nov. 2007 | Kardinalpriester von Gran Madre di Dio                                                                          | Emeritierter Erzbischof von Genua                                                                                        |
| Martínez Sistach, Lluís                          | Spanien                      | 29. Apr. 1937 (88) | Benedikt XVI.     | 24. Nov. 2007 | Kardinalpriester von San Sebastiano alle Catacombe                                                              | Emeritierter Erzbischof von Barcelona                                                                                    |
| Brady, Seán                                      | Irland                       | 16. Aug. 1939 (85) | Benedikt XVI.     | 24. Nov. 2007 | Kardinalpriester von Santi Quirico e Giulitta                                                                   | Emeritierter Erzbischof von Armagh                                                                                       |
| Farina, Raffaele SDB                             | Italien                      | 24. Sep. 1933 (91) | Benedikt XVI.     | 24. Nov. 2007 | Kardinalpriester pro hac vice von San Giovanni della Pigna                                                      | Emeritierter Archivar und Bibliothekar der Heiligen Römischen Kirche                                                     |
| Ryłko, Stanisław                                 | Polen                        | 4. Juli 1945 (80)  | Benedikt XVI.     | 24. Nov. 2007 | Kardinalpriester pro hac vice von Sacro Cuore di Cristo Re                                                      | Emeritierter Erzpriester der Basilika Santa Maria Maggiore                                                               |
| Comastri, Angelo                                 | Italien                      | 17. Sep. 1943 (81) | Benedikt XVI.     | 24. Nov. 2007 | Kardinalpriester pro hac vice von San Salvatore in Lauro                                                        | Emeritierter Generalvikar Seiner Heiligkeit für die Vatikanstadt und Erzpriester der Vatikanischen Basilika              |
| Lajolo, Giovanni                                 | Italien                      | 3. Jan. 1935 (90)  | Benedikt XVI.     | 24. Nov. 2007 | Kardinalpriester pro hac vice von Santa Maria Liberatrice a Monte Testaccio                                     | Emeritierter des Governatorats der Vatikanstadt                                                                          |
| Sandri, Leonardo                                 | Argentinien                  | 18. Nov. 1943 (81) | Benedikt XVI.     | 24. Nov. 2007 | Kardinalsubdekan Kardinalbischof pro hac vice von Santi Biagio e Carlo ai Catinari (seit 28. Juni 2018)         | Emeritierter Präfekt des Dikasteriums für die orientalischen Kirchen                                                     |
| Zen Ze-kiun, Joseph SDB                          | China                        | 13. Jan. 1932 (93) | Benedikt XVI.     | 24. Mär. 2006 | Kardinalpriester von Santa Maria Madre del Redentore a Tor Bella Monaca                                         | Emeritierter Bischof von Hongkong                                                                                        |
| Dziwisz, Stanisław                               | Polen                        | 27. Apr. 1939 (86) | Benedikt XVI.     | 24. Mär. 2006 | Kardinalpriester von Santa Maria del Popolo                                                                     | Emeritierter Erzbischof von Krakau                                                                                       |
| O’Malley, Seán Patrick OFMCap                    | USA                          | 29. Juni 1944 (81) | Benedikt XVI.     | 24. Mär. 2006 | Kardinalpriester von Santa Maria della Vittoria                                                                 | Emeritierter Erzbischof von Boston                                                                                       |
| Cañizares Llovera, Antonio                       | Spanien                      | 15. Okt. 1945 (79) | Benedikt XVI.     | 24. Mär. 2006 | Kardinalpriester von San Pancrazio                                                                              | Emeritierter Erzbischof von Valencia                                                                                     |
| Ricard, Jean-Pierre                              | Frankreich                   | 26. Sep. 1944 (80) | Benedikt XVI.     | 24. Mär. 2006 | Kardinalpriester von Sant’Agostino                                                                              | Emeritierter Erzbischof von Bordeaux                                                                                     |
| Rosales, Gaudencio Borbon                        | Philippinen                  | 10. Aug. 1932 (92) | Benedikt XVI.     | 24. Mär. 2006 | Kardinalpriester von Santissimo Nome di Maria in Via Latina                                                     | Emeritierter Erzbischof von Manila                                                                                       |
| Vallini, Agostino                                | Italien                      | 17. Apr. 1940 (85) | Benedikt XVI.     | 24. Mär. 2006 | Kardinalpriester pro hac vice von San Pier Damiani ai Monti di San Paolo                                        | Emeritierter Kardinalvikar und Emeritierter Erzpriester der Lateranbasilika                                              |
| Rodé, Franc CM                                   | Slowenien                    | 23. Sep. 1934 (90) | Benedikt XVI.     | 24. Mär. 2006 | Kardinalpriester von San Francesco Saverio alla Garbatella                                                      | Emeritierter Präfekt der Kongregation für die Institute geweihten Lebens und für die Gesellschaften apostolischen Lebens |
| Ouellet, Marc PSS                                | Kanada                       | 8. Juni 1944 (81)  | Johannes Paul II. | 21. Okt. 2003 | Kardinalbischof pro hac vice von Santa Maria in Traspontina (seit 28. Juni 2018)                                | Emeritierter Präfekt des Dikasteriums für die Bischöfe                                                                   |
| Erdő, Péter                                      | Ungarn                       | 25. Juni 1952 (73) | Johannes Paul II. | 21. Okt. 2003 | Kardinalpriester von Santa Maria Nuova                                                                          | Erzbischof von Esztergom-Budapest                                                                                        |
| Barbarin, Philippe                               | Frankreich                   | 17. Okt. 1950 (74) | Johannes Paul II. | 21. Okt. 2003 | Kardinalpriester von Santissimà Trinità al Monte Pincio                                                         | Emeritierter Erzbischof von Lyon                                                                                         |
| Phạm Minh Mẫn, Jean-Baptiste                     | Vietnam                      | 5. März 1934 (91)  | Johannes Paul II. | 21. Okt. 2003 | Kardinalpriester von San Giustino                                                                               | Emeritierter Erzbischof von Ho-Chi-Minh-Stadt                                                                            |
| Bozanić, Josip                                   | Kroatien                     | 20. März 1949 (76) | Johannes Paul II. | 21. Okt. 2003 | Kardinalpriester von San Girolamo dei Croati                                                                    | Emeritierter Erzbischof von Zagreb                                                                                       |
| Turkson, Peter                                   | Ghana                        | 11. Okt. 1948 (76) | Johannes Paul II. | 21. Okt. 2003 | Kardinalpriester von San Liborio                                                                                | Kanzler der Päpstlichen Akademie der Wissenschaften                                                                      |
| Bertone, Tarcisio SDB                            | Italien                      | 2. Dez. 1934 (90)  | Johannes Paul II. | 21. Okt. 2003 | Kardinalbischof von Frascati (seit 10. Mai 2008)                                                                | Emeritierter Kardinalkämmerer und Kardinalstaatssekretär                                                                 |
| Antonelli, Ennio                                 | Italien                      | 18. Nov. 1936 (88) | Johannes Paul II. | 21. Okt. 2003 | Kardinalpriester von Sant’Andrea delle Fratte                                                                   | Emeritierter Präsident des Päpstlichen Rates für die Familie                                                             |
| Rigali, Justin Francis                           | USA                          | 19. Apr. 1935 (90) | Johannes Paul II. | 21. Okt. 2003 | Kardinalpriester von Santa Prisca                                                                               | Emeritierter Erzbischof von Philadelphia                                                                                 |
| Zubeir Wako, Gabriel                             | Sudan                        | 27. Feb. 1941 (84) | Johannes Paul II. | 21. Okt. 2003 | Kardinalpriester von Sant’Atanasio a Via Tiburtina                                                              | Emeritierter Erzbischof von Khartum                                                                                      |
| Okogie, Anthony Olubunmi                         | Nigeria                      | 16. Juni 1936 (89) | Johannes Paul II. | 21. Okt. 2003 | Kardinalpriester von Beata Vergine Maria del Monte Carmelo a Mostacciano                                        | Emeritierter Erzbischof von Lagos                                                                                        |
| Scola, Angelo                                    | Italien                      | 7. Nov. 1941 (83)  | Johannes Paul II. | 21. Okt. 2003 | Kardinalpriester von Santi XII Apostoli                                                                         | Emeritierter Erzbischof von Mailand                                                                                      |
| Herranz Casado, Julián                           | Spanien                      | 31. März 1930 (95) | Johannes Paul II. | 21. Okt. 2003 | Kardinalpriester pro hac vice von Sant’Eugenio                                                                  | Emeritierter Präsident des Päpstlichen Rates für die Gesetzestexte                                                       |
| Cipriani Thorne, Juan Luis                       | Peru                         | 28. Dez. 1943 (81) | Johannes Paul II. | 21. Feb. 2001 | Kardinalpriester von San Camillo de Lellis                                                                      | Emeritierter Erzbischof von Lima                                                                                         |
| Rodríguez Maradiaga, Oscar Andrés SDB            | Honduras                     | 29. Dez. 1942 (82) | Johannes Paul II. | 21. Feb. 2001 | Kardinalpriester von Santa Maria della Speranza                                                                 | Emeritierter Erzbischof von Tegucigalpa                                                                                  |
| Napier, Wilfrid Fox OFM                          | Südafrika                    | 8. März 1941 (84)  | Johannes Paul II. | 21. Feb. 2001 | Kardinalpriester von San Francesco d’Assisi ad Acilia                                                           | Emeritierter Erzbischof von Durban                                                                                       |
| Errázuriz Ossa, Francisco Javier SchP            | Chile                        | 5. Sep. 1933 (91)  | Johannes Paul II. | 21. Feb. 2001 | Kardinalpriester von Santa Maria della Pace                                                                     | Emeritierter Erzbischof von Santiago de Chile                                                                            |
| Bačkis, Audrys Juozas                            | Litauen                      | 1. Feb. 1937 (88)  | Johannes Paul II. | 21. Feb. 2001 | Kardinalpriester von Natività di Nostro Signore Gesù Cristo                                                     | Emeritierter Erzbischof von Vilnius                                                                                      |
| Kasper, Walter                                   | Deutschland                  | 5. März 1933 (92)  | Johannes Paul II. | 21. Feb. 2001 | Kardinalpriester pro hac vice von Ognissanti in Via Appia Nuova                                                 | Emeritierter Präsident des Päpstlichen Rates zur Förderung der Einheit der Christen                                      |
| Sepe, Crescenzio                                 | Italien                      | 2. Juni 1943 (82)  | Johannes Paul II. | 21. Feb. 2001 | Kardinalpriester pro hac vice von Dio Padre misericordioso                                                      | Emeritierter Erzbischof von Neapel                                                                                       |
| Saraiva Martins, José CMF                        | Portugal                     | 6. Jan. 1932 (93)  | Johannes Paul II. | 21. Feb. 2001 | Kardinalbischof von Palestrina (seit 24. Februar 2009)                                                          | Emeritierter Präfekt der Kongregation für die Selig- und Heiligsprechungsprozesse                                        |
| Re, Giovanni Battista                            | Italien                      | 30. Jan. 1934 (91) | Johannes Paul II. | 21. Feb. 2001 | Kardinaldekan Kardinalbischof von Sabina-Poggio Mirteto (seit 1. Oktober 2002) und Ostia (seit 18. Januar 2020) | Emeritierter Präfekt der Kongregation für die Bischöfe                                                                   |
| Pujats, Jānis                                    | Lettland                     | 14. Nov. 1930 (94) | Johannes Paul II. | 21. Feb. 1998 | Kardinalpriester von Santa Silvia kreiert in pectore, veröffentlicht im Konsistorium vom 21. Februar 2001       | Emeritierter Erzbischof von Riga                                                                                         |
| Rivera Carrera, Norberto                         | Mexiko                       | 6. Juni 1942 (83)  | Johannes Paul II. | 21. Feb. 1998 | Kardinalpriester von San Francesco d’Assisi a Ripa Grande                                                       | Emeritierter Erzbischof von Mexiko                                                                                       |
| Schönborn, Christoph OP                          | Österreich                   | 22. Jan. 1945 (80) | Johannes Paul II. | 21. Feb. 1998 | Kardinalpriester von Gesù Divino Lavoratore                                                                     | Emeritierter Erzbischof von Wien                                                                                         |
| Pengo, Polycarp                                  | Tansania                     | 5. Aug. 1944 (81)  | Johannes Paul II. | 21. Feb. 1998 | Kardinalpriester von Nostra Signora de La Salette                                                               | Emeritierter Erzbischof von Daressalam                                                                                   |
| Rouco Varela, Antonio María                      | Spanien                      | 20. Aug. 1936 (88) | Johannes Paul II. | 21. Feb. 1998 | Kardinalpriester von San Lorenzo in Damaso                                                                      | Emeritierter Erzbischof von Madrid                                                                                       |
| De Giorgi, Salvatore                             | Italien                      | 6. Sep. 1930 (94)  | Johannes Paul II. | 21. Feb. 1998 | Kardinalpriester von Santa Maria in Aracoeli                                                                    | Emeritierter Erzbischof von Palermo                                                                                      |
| Stafford, James Francis                          | USA                          | 26. Juli 1932 (93) | Johannes Paul II. | 21. Feb. 1998 | Kardinalpriester von San Pietro in Montorio                                                                     | Emeritierter Kardinalgroßpönitentiar                                                                                     |
| Puljić, Vinko                                    | Bosnien und Herzegowina      | 8. Sep. 1945 (79)  | Johannes Paul II. | 26. Nov. 1994 | Kardinalpriester von Santa Chiara a Vigna Clara                                                                 | Emeritierter Erzbischof von Vrhbosna                                                                                     |
| Sandoval Íñiguez, Juan                           | Mexiko                       | 28. März 1933 (92) | Johannes Paul II. | 26. Nov. 1994 | Kardinalpriester von Nostra Signora di Guadalupe e San Filippo Martire                                          | Emeritierter Erzbischof von Guadalajara                                                                                  |
| Maida, Adam Joseph                               | USA                          | 18. März 1930 (95) | Johannes Paul II. | 26. Nov. 1994 | Kardinalpriester von Santi Vitale, Valeria, Gervasio e Protasio                                                 | Emeritierter Erzbischof von Detroit                                                                                      |
| Wamala, Emmanuel                                 | Uganda                       | 15. Dez. 1926 (98) | Johannes Paul II. | 26. Nov. 1994 | Kardinalpriester von Sant’Ugo                                                                                   | Emeritierter Erzbischof von Kampala                                                                                      |
| Darmaatmadja, Julius Riyadi SJ                   | Indonesien                   | 20. Dez. 1934 (90) | Johannes Paul II. | 26. Nov. 1994 | Kardinalpriester von Sacro Cuore Immacolato di Maria ai Parioli                                                 | Emeritierter Erzbischof von Jakarta                                                                                      |
| Ruini, Camillo                                   | Italien                      | 19. Feb. 1931 (94) | Johannes Paul II. | 28. Juni 1991 | Kardinalpriester von Sant’Agnese fuori le mura                                                                  | Emeritierter Kardinalvikar und Erzpriester der Lateranbasilika                                                           |
| Mahony, Roger Michael                            | USA                          | 27. Feb. 1936 (89) | Johannes Paul II. | 28. Juni 1991 | Kardinalpriester von Santi Quattro Coronati                                                                     | Emeritierter Erzbischof von Los Angeles                                                                                  |
| López Rodríguez, Nicolás de Jesús                | Dominikanische Republik      | 31. Okt. 1936 (88) | Johannes Paul II. | 28. Juni 1991 | Kardinalpriester von San Pio X alla Balduina                                                                    | Emeritierter Erzbischof von Santo Domingo                                                                                |
| Wetter, Friedrich                                | Deutschland                  | 20. Feb. 1928 (97) | Johannes Paul II. | 25. Mai 1985  | Kardinalpriester von Santo Stefano al Monte Celio                                                               | Emeritierter Erzbischof von München und Freising                                                                         |
| Poupard, Paul                                    | Frankreich                   | 30. Aug. 1930 (94) | Johannes Paul II. | 25. Mai 1985  | Kardinalpriester von Sant’Eugenio                                                                               | Emeritierter Präsident des Päpstlichen Rates für die Kultur                                                              |
| Arinze, Francis                                  | Nigeria                      | 1. Nov. 1932 (92)  | Johannes Paul II. | 25. Mai 1985  | Kardinalbischof von Velletri-Segni (seit 25. April 2005)                                                        | Emeritierter Präfekt der Kongregation für den Gottesdienst und die Sakramentenordnung                                    |
| Kitbunchu, Michael Michai                        | Thailand                     | 25. Jan. 1929 (96) | Johannes Paul II. | 2. Feb. 1983  | Kardinalprotopriester Kardinalpriester von San Lorenzo in Panisperna                                            | Emeritierter Erzbischof von Bangkok                                                                                      |

## Statistiken

### Nach Ländern
| Rang           | Land           | Geografischer Großraum | Kardinäle | Prozent | davon wahlberechtigt | Prozent |
| -------------- | -------------- | ---------------------- | --------- | ------- | -------------------- | ------- |
| 1              | Italien        | Europa                 | 051       | 20,6 %  | 017                  | 13,1 %  |
| 2              | USA            | Nordamerika            | 016       | 6,5 %   | 009                  | 6,9 %   |
| 3              | Spanien        | Europa                 | 013       | 5,2 %   | 004                  | 3,1 %   |
| 4              | Brasilien      | Lateinamerika          | 008       | 3,2 %   | 007                  | 5,4 %   |
| 5              | Frankreich     | Europa                 | 007       | 2,8 %   | 005                  | 3,8 %   |
| 6              | Argentinien    | Lateinamerika          | 006       | 2,4 %   | 004                  | 3,1 %   |
| 6              | Indien         | Asien                  | 006       | 2,4 %   | 004                  | 3,1 %   |
| 6              | Portugal       | Europa                 | 006       | 2,4 %   | 004                  | 3,1 %   |
| 9              | Deutschland    | Europa                 | 006       | 2,4 %   | 003                  | 2,3 %   |
| 10             | Mexiko         | Lateinamerika          | 006       | 2,4 %   | 002                  | 1,5 %   |
| weitere Länder | weitere Länder | weitere Länder         | 123       | 49,6 %  | 071                  | 54,6 %  |
| Gesamt         | Gesamt         | Gesamt                 | 248       | 100,0 % | 130                  | 100,0 % |

### Nach geografischen Großräumen
| Geografischer Großraum           | Kardinäle | Prozent | davon wahlberechtigt | Prozent |
| -------------------------------- | --------- | ------- | -------------------- | ------- |
| Afrika                           | 029       | 11,7 %  | 017                  | 13,1 %  |
| Lateinamerika                    | 044       | 17,7 %  | 023                  | 17,7 %  |
| Nordamerika (nur USA und Kanada) | 021       | 8,5 %   | 013                  | 10,0 %  |
| Asien                            | 037       | 14,9 %  | 022                  | 16,9 %  |
| Europa                           | 113       | 45,6 %  | 051                  | 39,2 %  |
| Ozeanien                         | 004       | 1,6 %   | 004                  | 3,1 %   |
| Gesamt                           | 248       | 100,0 % | 130                  | 100,0 % |

### Kreiert nach Päpsten
| Kreiert von       | Kardinäle | Prozent | davon wahlberechtigt | Prozent |
| ----------------- | --------- | ------- | -------------------- | ------- |
| Johannes Paul II. | 041       | 16,5 %  | 05                   | 3,8 %   |
| Benedikt XVI.     | 060       | 24,2 %  | 020                  | 15,4 %  |
| Franziskus        | 147       | 59,3 %  | 105                  | 80,8 %  |
| Leo XIV.          | 0         | 0,0 %   | 0                    | 0,0 %   |
| Gesamt            | 248       | 100,0 % | 130                  | 100,0 % |